# Ussy-sur-Marne
Ussy-sur-Marne est une commune française située dans le département de Seine-et-Marne en région Île-de-France.

## Géographie

### Localisation
Le village est situé à 4 km à l'ouest de La Ferté-sous-Jouarre, sur la rive droite de la Marne face à la commune de Sammeron.

### Communes limitrophes
| Jaignes                     | Jaignes        | Chamigny              |
| Changis-sur-Marne           | Ussy-sur-Marne | La Ferté-sous-Jouarre |
| Saint-Jean-les-Deux-Jumeaux | Sammeron       | Sept-Sorts            |

### Géologie et relief
La commune est classée en zone de sismicité 1, correspondant à une sismicité très faible. L'altitude varie de 50 mètres à 166 mètres pour le point le plus haut , le centre du bourg se situant à environ 57 mètres d'altitude (mairie).

### Hydrographie
Le réseau hydrographique de la commune se compose de sept cours d'eau référencés : 
- la rivière la Marne, longue de 514,26 km[3], principal affluent de la Seine, ainsi que :
  - un bras de 0,54 km[4] ;
  - un bras de 0,48 km[5] ;
  - un bras de 0,69 km[6] ;
  - et deux  de ses affluents :
    - le ru de Chivres (ou ru de Rutel), 8,90 km[7] ;
    - le ru de Courtablond (ou Courtablon), 9,90 km[8] ;
- le ru de Montbourjean, 2,78 km[9].

La longueur totale des cours d'eau sur la commune est de 10,68 km.

### Climat
Pour des articles plus généraux, voir Climat de l'Île-de-France et Climat de Seine-et-Marne.
En 2010, le climat de la commune est de type climat océanique dégradé des plaines du Centre et du Nord, selon une étude du CNRS s'appuyant sur une série de données couvrant la période 1971-2000. En 2020, Météo-France publie une typologie des climats de la France métropolitaine dans laquelle la commune est exposée à un climat océanique altéré et est dans la région climatique Nord-est du bassin Parisien, caractérisée par un ensoleillement médiocre, une pluviométrie moyenne régulièrement répartie au cours de l’année et un hiver froid (3 °C).
Pour la période 1971-2000, la température annuelle moyenne est de 10,9 °C, avec une amplitude thermique annuelle de 15,2 °C. Le cumul annuel moyen de précipitations est de 717 mm, avec 11,8 jours de précipitations en janvier et 7,8 jours en juillet. Pour la période 1991-2020, la température moyenne annuelle observée sur la station météorologique installée sur la commune est de 11,3 °C et le cumul annuel moyen de précipitations est de 726,5 mm,. Pour l'avenir, les paramètres climatiques de la commune estimés pour 2050 selon différents scénarios d'émission de gaz à effet de serre sont consultables sur un site dédié publié par Météo-France en novembre 2022.
| Mois                                  | jan.            | fév.          | mars         | avril       | mai           | juin          | jui.          | août        | sep.          | oct.            | nov.           | déc.             | année      |
| ------------------------------------- | --------------- | ------------- | ------------ | ----------- | ------------- | ------------- | ------------- | ----------- | ------------- | --------------- | -------------- | ---------------- | ---------- |
| Température minimale moyenne (°C)     | 0,9             | 0,7           | 2,4          | 4           | 7,7           | 10,6          | 12,6          | 12,2        | 9,3           | 7,3             | 3,9            | 1,5              | 6,1        |
| Température moyenne (°C)              | 4               | 4,5           | 7,6          | 10,3        | 13,9          | 17            | 19,2          | 19          | 15,6          | 12              | 7,4            | 4,6              | 11,3       |
| Température maximale moyenne (°C)     | 7,1             | 8,4           | 12,7         | 16,5        | 20,1          | 23,3          | 25,9          | 25,8        | 21,8          | 16,7            | 10,9           | 7,6              | 16,4       |
| Record de froid (°C) date du record   | −15,5 07.01.09  | −15 07.02.12  | −12 13.03.13 | −9 08.04.03 | −3 05.05.1996 | 0 05.06.1991  | 3 19.07.1986  | 2 26.08.18  | −2 30.09.18   | −6,5 30.10.1985 | −11 24.11.1998 | −13,5 31.12.1996 | −15,5 2009 |
| Record de chaleur (°C) date du record | 17,5 05.01.1999 | 19 14.02.1998 | 25 25.03.03  | 30 20.04.18 | 33,5 28.05.17 | 36,2 25.06.20 | 41,3 25.07.19 | 41 12.08.03 | 35,8 15.09.20 | 29 01.10.11     | 23 07.11.15    | 17,5 17.12.15    | 41,3 2019  |
| Précipitations (mm)                   | 61,7            | 54,4          | 50,1         | 47,7        | 67,1          | 59,2          | 66,2          | 62,3        | 52,1          | 62,8            | 62,7           | 80,2             | 726,5      |

### Milieux naturels et biodiversité
L’inventaire des zones naturelles d'intérêt écologique, faunistique et floristique (ZNIEFF) a pour objectif de réaliser une couverture des zones les plus intéressantes sur le plan écologique, essentiellement dans la perspective d’améliorer la connaissance du patrimoine naturel national et de fournir aux différents décideurs un outil d’aide à la prise en compte de l’environnement dans l’aménagement du territoire.
Le territoire communal d'Ussy-sur-Marne comprend deux ZNIEFF de type 1,,, 
le « Bois de la Chapelle » (68,32 ha), couvrant 3 communes du département et 
le « Coteau à Morintru-d'En-Bas » (5,62 ha).
et une ZNIEFF de type 2,, 
les « Rû des Effaneaux et boisements associés » (393,21 ha), couvrant 5 communes dont 1 dans Paris et 4 en Seine-et-Marne.

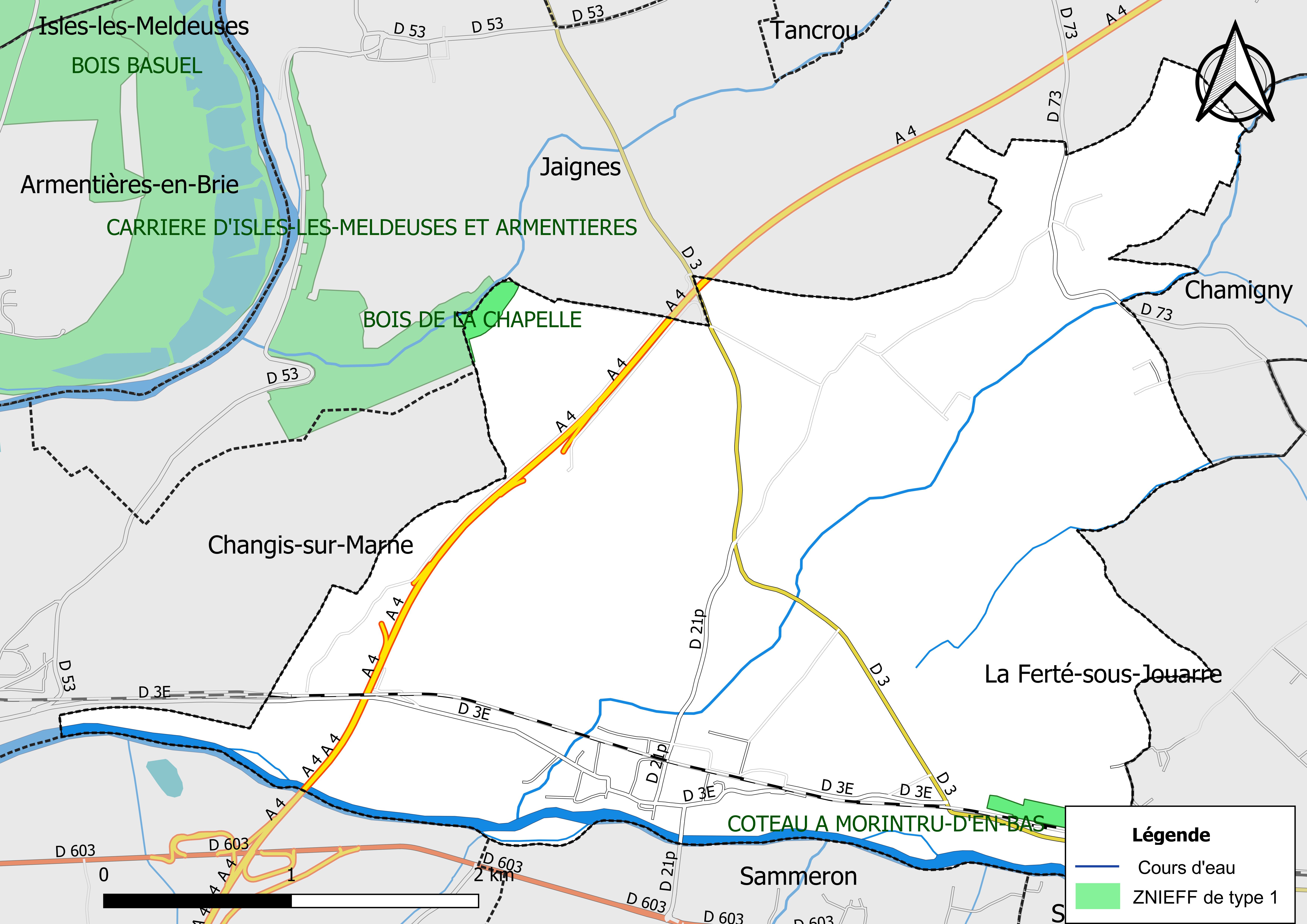
Carte des ZNIEFF de type 1 de la commune.
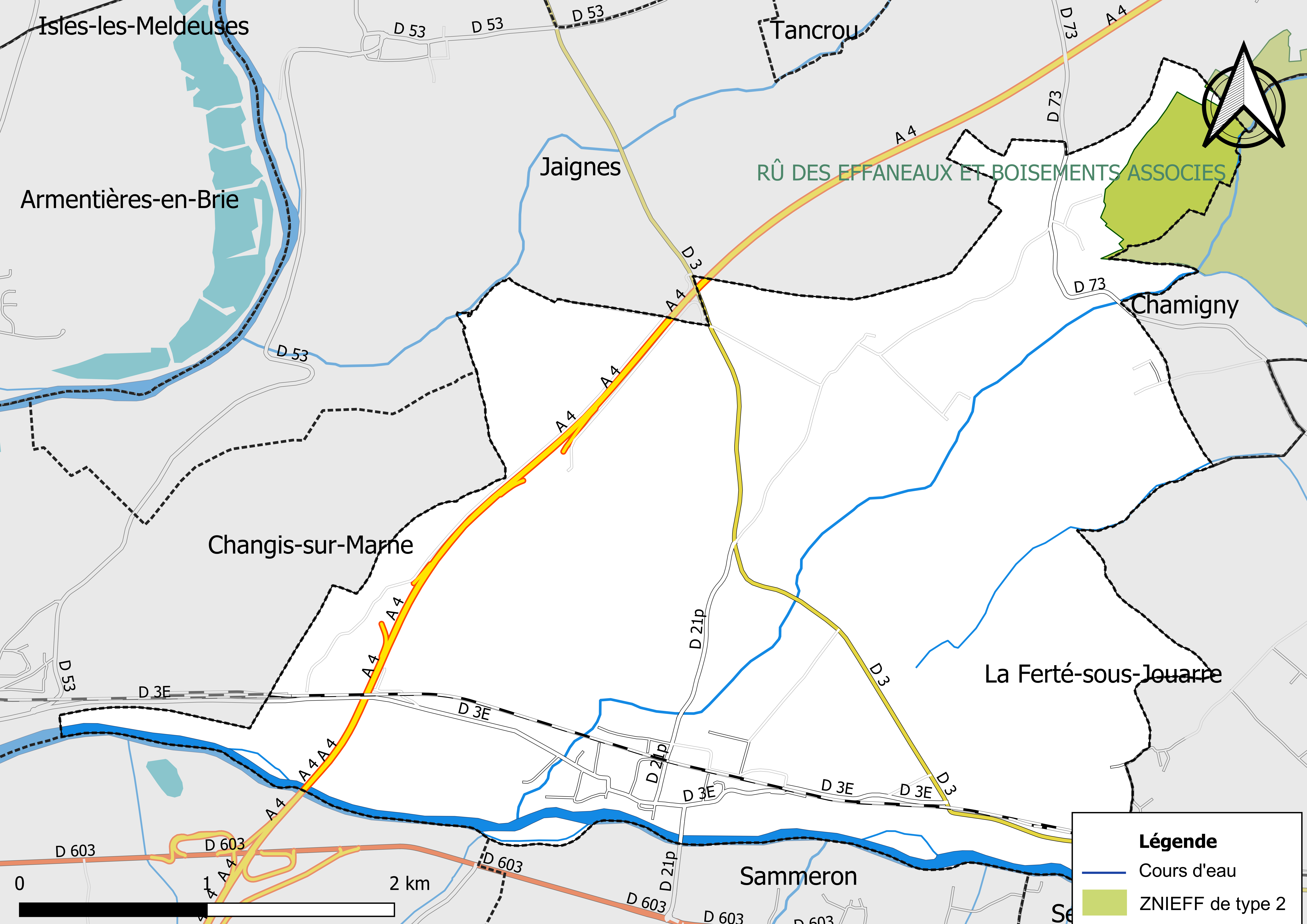
Carte des ZNIEFF de type 2 de la commune.

## Urbanisme

### Typologie
Au 1er janvier 2024, Ussy-sur-Marne est catégorisée bourg rural, selon la nouvelle grille communale de densité à sept niveaux définie par l'Insee en 2022.
Elle est située hors unité urbaine. Par ailleurs la commune fait partie de l'aire d'attraction de Paris, dont elle est une commune de la couronne,. Cette aire regroupe 1 929 communes,.

### Lieux-dits et écarts
La commune compte 124 lieux-dits administratifs répertoriés consultables ici dont Molien, Morintru (partagé avec La Ferté-sous-Jouarre).

### Occupation des sols
L'occupation des sols de la commune, telle qu'elle ressort de la base de données européenne d’occupation biophysique des sols Corine Land Cover (CLC), est marquée par l'importance des territoires agricoles (89,5 % en 2018), une proportion sensiblement équivalente à celle de 1990 (88,8 %). La répartition détaillée en 2018 est la suivante : 
terres arables (83,6% ), zones agricoles hétérogènes (5,9% ), forêts (5,5% ), zones urbanisées (5 %).
Parallèlement, L'Institut Paris Région, agence d'urbanisme de la région Île-de-France, a mis en place un inventaire numérique de l'occupation du sol de l'Île-de-France, dénommé le MOS (Mode d'occupation du sol), actualisé régulièrement depuis sa première édition en 1982. Réalisé à partir de photos aériennes, le Mos distingue les espaces naturels, agricoles et forestiers mais aussi les espaces urbains (habitat, infrastructures, équipements, activités économiques, etc.) selon une classification pouvant aller jusqu'à 81 postes, différente de celle de Corine Land Cover,,. L'Institut met également à disposition des outils permettant de visualiser par photo aérienne l'évolution de l'occupation des sols de la commune entre 1949 et 2018.

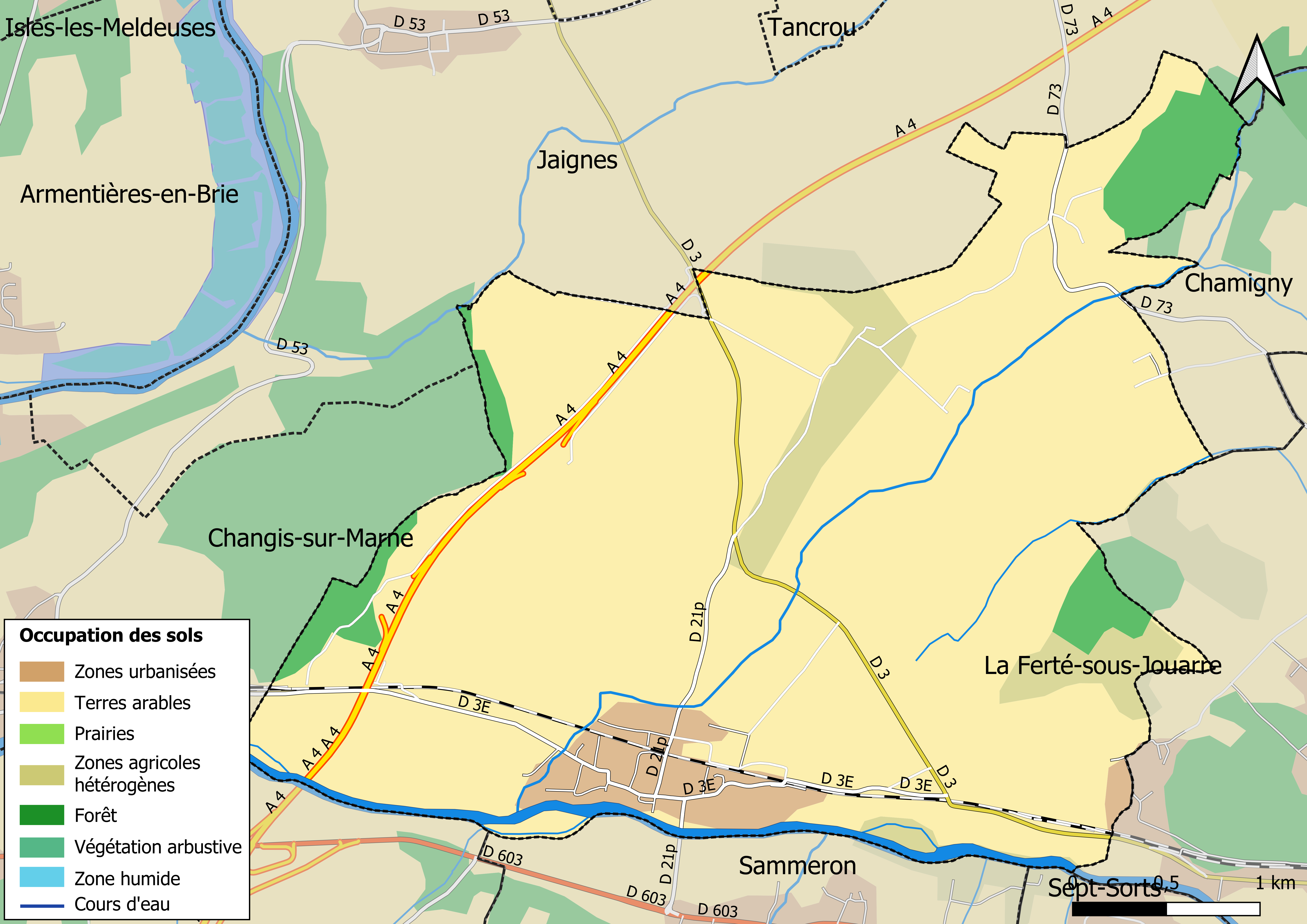
Carte des infrastructures et de l'occupation des sols en 2018 (CLC) de la commune.
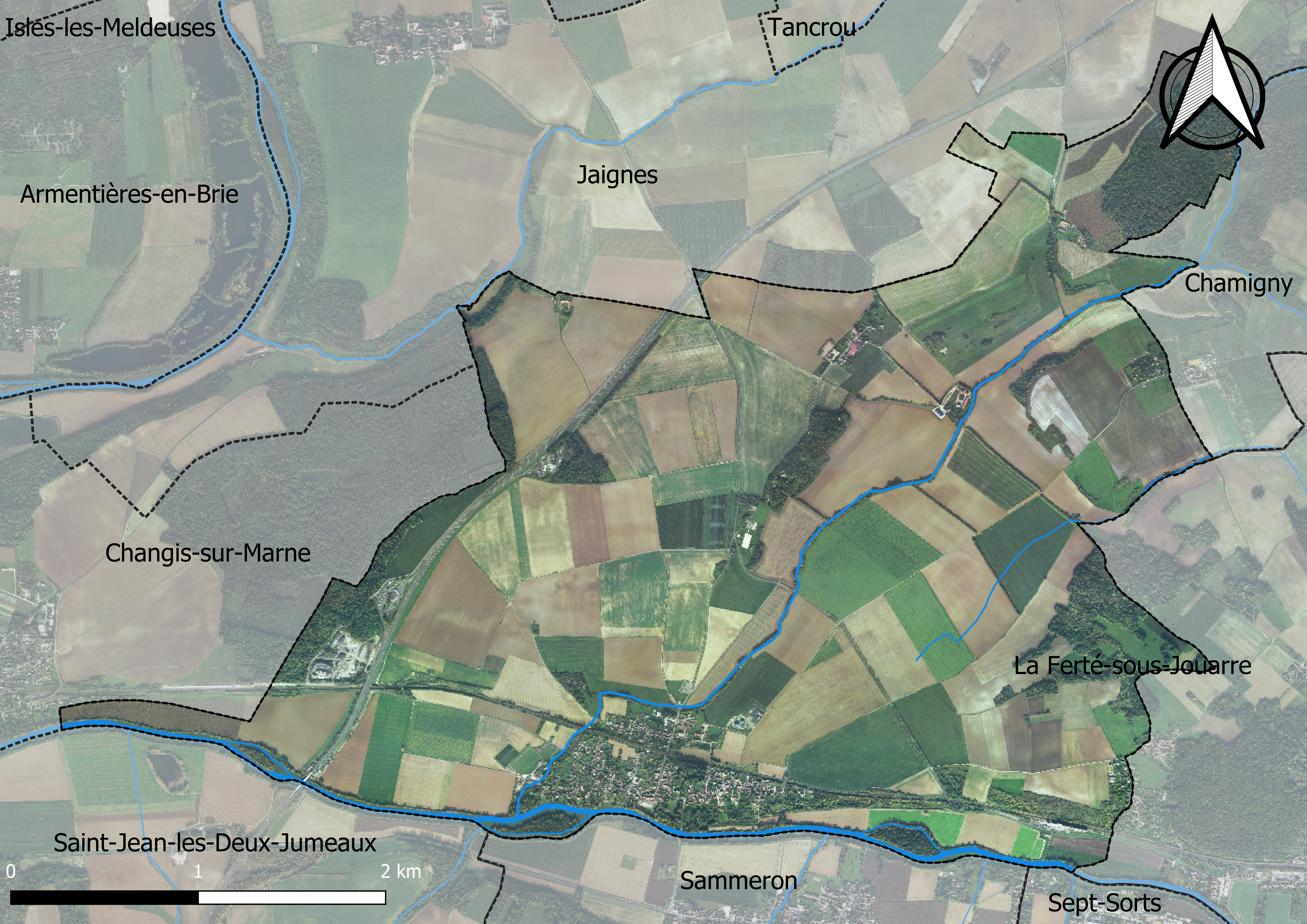
Carte orhophotogrammétrique de la commune.

### Planification
La commune disposait en 2019 d'un plan local d'urbanisme approuvé. Le zonage réglementaire et le règlement associé peuvent être consultés sur le Géoportail de l'urbanisme.

### Logement
En 2016, le nombre total de logements dans la commune était de 458 dont 89,1 % de maisons et 10,5 % d'appartements.
Parmi ces logements, 86 % étaient des résidences principales, 5,2 % des résidences secondaires et 8,7 % des logements vacants.
La part des ménages fiscaux propriétaires de leur résidence principale s'élevait à 72,8 % contre 22,8 % de locataires et 4,3 % logés gratuitement.

### Voies de communication et transports

#### Transports
La commune est desservie par les lignes du réseau de bus Brie et 2 Morin : 
- No 35 (Pierre Levée - La-Ferté-sous-Jouarre) ;
- No 56 (La-Ferté-sous-Jouarre – Meaux) ;
- No 56S (Meaux – La-Ferté-sous-Jouarre).

## Toponymie
Le nom de la localité est mentionné sous les formes Villa que Vulciacus vocatur et Vila Vulciacum que super amnem Maternam sita est au VIIe siècle ; Wilciacus super fluvio Matrona au IXe siècle ; *Uilciacus et Villa que Ulciacus dicitur en 1135 ; Ussy en 1184 ; Uciacum en 1235 ; Ulciacum en 1250 ; Aci en 1265 ; Hucy et Ducy en 1325 ; Ucy sur Marne en 1585 ; Eussi au XVIIIe siècle.
Le nom de la localité est attesté sous les formes Villa que Vulciacus vocatur (penser à volcan), à lire *Ulciacus, Wilciacus au VIIe siècle ;  à lire *Uilciacus, Villa que Ulciacus dicitur, au XIIe siècle (penser à ulcère) : « couvert d'ulcères ».
La Marne est une rivière située à l'est du bassin parisien.

## Politique et administration

### Liste des maires
| Période                                  | Période  | Identité     | Étiquette | Qualité                   |
| ---------------------------------------- | -------- | ------------ | --------- | ------------------------- |
| avant 1988                               | ?        | Guy Musnier  |           | Paysan, Courtablon        |
| mars 2001                                | 2014     | Guy Prisé    |           | Technicien des eaux usées |
| mars 2014                                | En cours | Pierre Hordé |           | Pharmacien                |
| Les données manquantes sont à compléter. |          |              |           |                           |

## Équipements et services

### Eau et assainissement
L’organisation de la distribution de l’eau potable, de la collecte et du traitement des eaux usées et pluviales relève des communes. La loi NOTRe de 2015 a accru le rôle des EPCI à fiscalité propre en leur transférant cette compétence. Ce transfert devait en principe être effectif au 1er janvier 2020, mais la loi Ferrand-Fesneau du 3 août 2018 a introduit la possibilité d’un report de ce transfert au 1er janvier 2026,.

#### Assainissement des eaux usées
En 2020, la gestion du service d'assainissement collectif de la commune d'Ussy-sur-Marne est assurée par la communauté d'agglomération Coulommiers Pays de Brie (CACPB) pour la collecte, le transport et la dépollution. Ce service est géré en délégation par une entreprise privée, dont le contrat arrive à échéance le 31 décembre 2025,,.
L’assainissement non collectif (ANC) désigne les installations individuelles de traitement des eaux domestiques qui ne sont pas desservies par un réseau public de collecte des eaux usées et qui doivent en conséquence traiter elles-mêmes leurs eaux usées avant de les rejeter dans le milieu naturel. La communauté d'agglomération Coulommiers Pays de Brie (CACPB) assure pour le compte de la commune le service public d'assainissement non collectif (SPANC), qui a pour mission de vérifier la bonne exécution des travaux de réalisation et de réhabilitation, ainsi que le bon fonctionnement et l’entretien des installations,.

#### Eau potable
En 2020, l'alimentation en eau potable est assurée par la communauté d'agglomération Coulommiers Pays de Brie (CACPB) qui en a délégué la gestion à la SAUR, dont le contrat expire le 31 décembre 2025,.

## Population et société

### Démographie
L'évolution du nombre d'habitants est connue à travers les recensements de la population effectués dans la commune depuis 1793. Pour les communes de moins de 10 000 habitants, une enquête de recensement portant sur toute la population est réalisée tous les cinq ans, les populations de référence des années intermédiaires étant quant à elles estimées par interpolation ou extrapolation. Pour la commune, le premier recensement exhaustif entrant dans le cadre du nouveau dispositif a été réalisé en 2006.

En 2022, la commune comptait 1 063 habitants, en évolution de +0,76 % par rapport à 2016 (Seine-et-Marne : +3,92 %, France hors Mayotte : +2,11 %).
| 1793 | 1800 | 1806 | 1821 | 1831 | 1836 | 1841 | 1846 | 1851 |
| ---- | ---- | ---- | ---- | ---- | ---- | ---- | ---- | ---- |
| 751  | 534  | 816  | 792  | 764  | 725  | 699  | 693  | 724  |

| 1856 | 1861 | 1866 | 1872 | 1876 | 1881 | 1886 | 1891 | 1896 |
| ---- | ---- | ---- | ---- | ---- | ---- | ---- | ---- | ---- |
| 666  | 671  | 666  | 635  | 607  | 589  | 626  | 606  | 589  |

| 1901 | 1906 | 1911 | 1921 | 1926 | 1931 | 1936 | 1946 | 1954 |
| ---- | ---- | ---- | ---- | ---- | ---- | ---- | ---- | ---- |
| 561  | 571  | 590  | 586  | 610  | 553  | 531  | 521  | 506  |

| 1962 | 1968 | 1975 | 1982 | 1990 | 1999 | 2006 | 2011 | 2016  |
| ---- | ---- | ---- | ---- | ---- | ---- | ---- | ---- | ----- |
| 504  | 506  | 656  | 603  | 720  | 841  | 934  | 997  | 1 055 |

| 2021  | 2022  | - | - | - | - | - | - | - |
| ----- | ----- | - | - | - | - | - | - | - |
| 1 074 | 1 063 | - | - | - | - | - | - | - |

### Sports
Football américain, baseball, hockey sur glace, football, rugby et autres sports.

### Manifestations culturelles et festivités
- Fête patronale 1er week-end de mai, circuit de randonnée du peintre Henri Hayden, ancienne demeure de Samuel Beckett.
- Fête des anciens combattants, dernier week-end d'octobre

### Enseignement
Ussy-sur-Marne dispose d’une école élémentaire, située 2A rue de Changis.
Cet établissement public, comprend 100 élèves  (chiffre du Ministère de l'Éducation nationale). Il dispose d’un restaurant scolaire.
La commune dépend de l'Académie de Créteil ; pour le calendrier des vacances scolaires, Ussy-sur-Marne est en zone C.

## Économie

### Revenus de la population et fiscalité
En 2017, le nombre de ménages fiscaux de la commune était de 254, représentant 704 personnes et la  médiane du revenu disponible par unité de consommation  de 19 990 euros.

### Emploi
En 2017 , le nombre total d’emplois dans la zone était de 57, occupant 303 actifs  résidants.
Le taux d'activité de la population (actifs ayant un emploi) âgée de 15 à 64 ans s'élevait à  66,7 % contre un taux de chômage de 6,8 %.
Les 26,5 % d’inactifs se répartissent de la façon suivante : 11,8 % d’étudiants et stagiaires non rémunérés, 5,9 % de retraités ou préretraités et 8,8 % pour les autres inactifs.

### Entreprises et commerces
En 2015, le nombre d'établissements actifs était de 39 dont 11 dans l'agriculture-sylviculture-pêche, 2 dans l’industrie, 7 dans la construction, 15 dans le commerce-transports-services divers et 4  étaient relatifs au secteur administratif.
Ces établissements ont pourvu 28 postes salariés.
La commune dispose d'une zone artisanale et d'exploitations agricoles. L'une d'entre elles héberge depuis 2014 une unité de production de biométhane à partir des résidus d'exploitation.

### Agriculture
Ussy-sur-Marne est dans la petite région agricole dénommée les « Vallées de la Marne et du Morin », couvrant les vallées des deux rivières, en limite de la Brie. En 2010, l'orientation technico-économique de l'agriculture sur la commune est diverses cultures (hors céréales et oléoprotéagineux, fleurs et fruits).
Si la productivité agricole de la Seine-et-Marne se situe dans le peloton de tête des départements français, le département enregistre un double phénomène de disparition des terres cultivables (près de 2 000 ha par an dans les années 1980, moins dans les années 2000) et de réduction d'environ 30 % du nombre d'agriculteurs dans les années 2010. Cette tendance se retrouve au niveau de la commune où le nombre d’exploitations est passé de 13 en 1988 à 6 en 2010. Parallèlement, la taille de ces exploitations augmente, passant de 82 ha en 1988 à 155 ha en 2010.
Le tableau ci-dessous présente les principales caractéristiques des exploitations agricoles d'Ussy-sur-Marne, observées sur une période de 22 ans : 
|                                      | 1988  | 2000 | 2010 |
| ------------------------------------ | ----- | ---- | ---- |
| Dimension économique,                |       |      |      |
| Nombre d’exploitations (u)           | 13    | 6    | 6    |
| Travail (UTA)                        | 28    | 25   | 24   |
| Surface agricole utilisée (ha)       | 1 072 | 944  | 929  |
| Cultures                             |       |      |      |
| Terres labourables (ha)              | 1 023 | 893  | 887  |
| Céréales (ha)                        | 637   | 597  | 464  |
| dont blé tendre (ha)                 | 479   | 440  | 347  |
| dont maïs-grain et maïs-semence (ha) | 95    | 50   | s    |
| Tournesol (ha)                       | 51    |      | s    |
| Colza et navette (ha)                | 68    | 81   | 147  |
| Élevage                              |       |      |      |
| Cheptel (UGBTA)                      | 56    | 77   | 71   |

## Culture locale et patrimoine

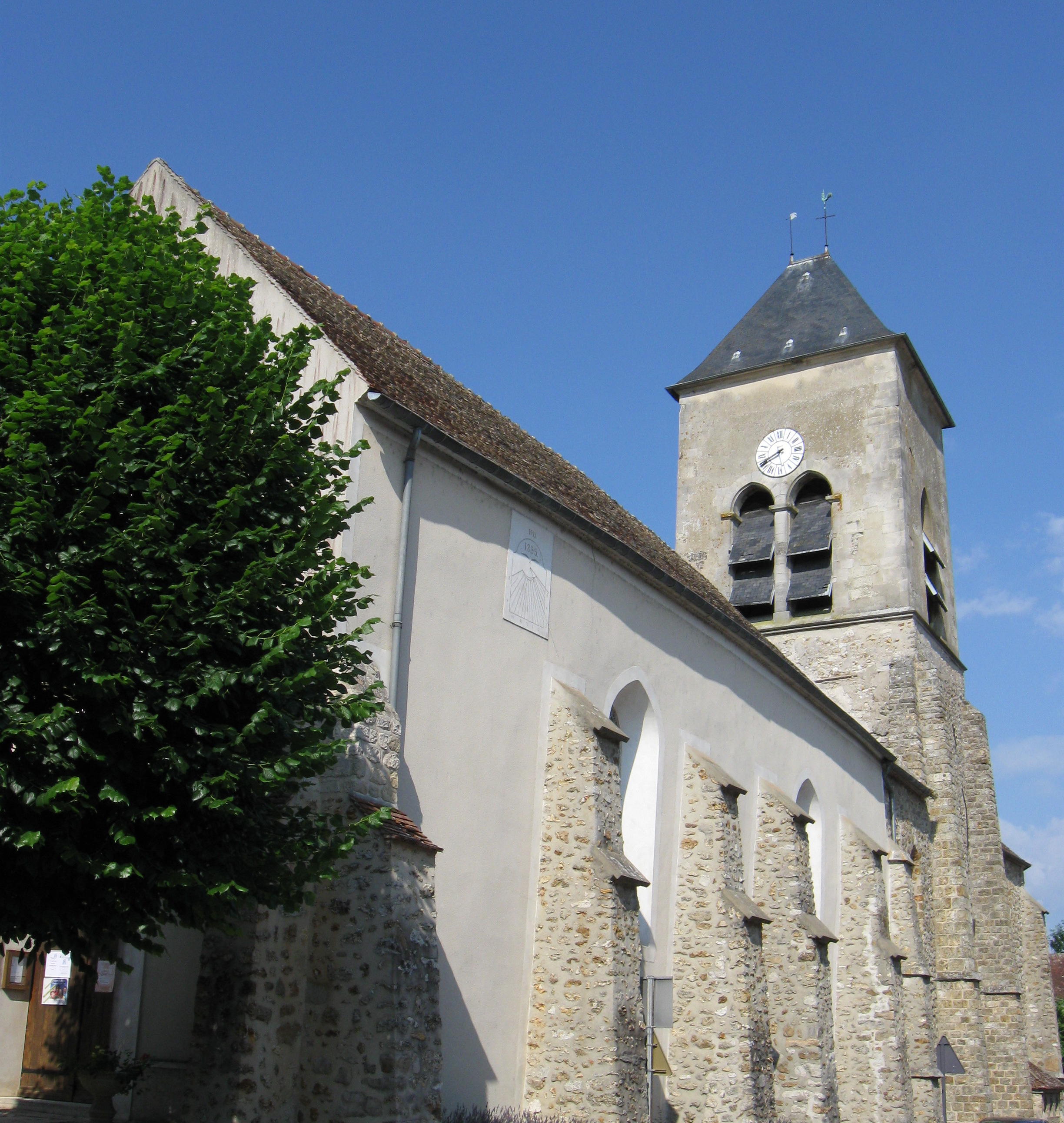
L'église Saint-Authaire.

### Lieux et monuments
- Église Saint-Authaire des XIe et XIVe siècles.

### Personnalités liées à la commune
- Samuel Beckett y a passé en partie les 36 dernières années de sa vie.
- L'artiste Martial Raysse s'y est installé dans les années 1970[64].
- Ussy-sur-Marne est le village d'enfance d'André Roussimoff, connu sous le nom d'André le Géant (André The Giant), ancien lutteur et membre de la WWE.